# Bahnhof Straßberg (Harz)

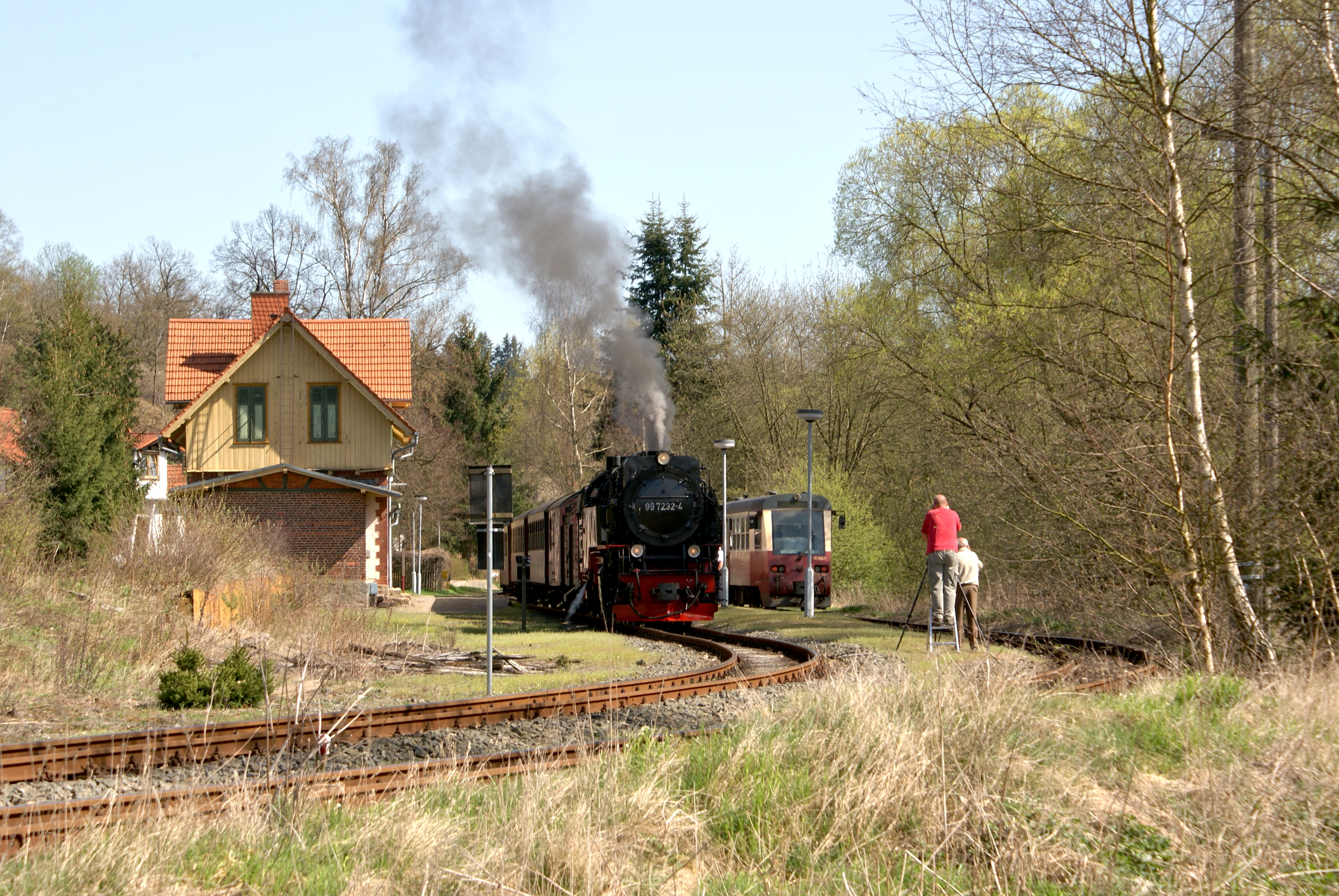
Züge im Bahnhof Straßberg, 2012

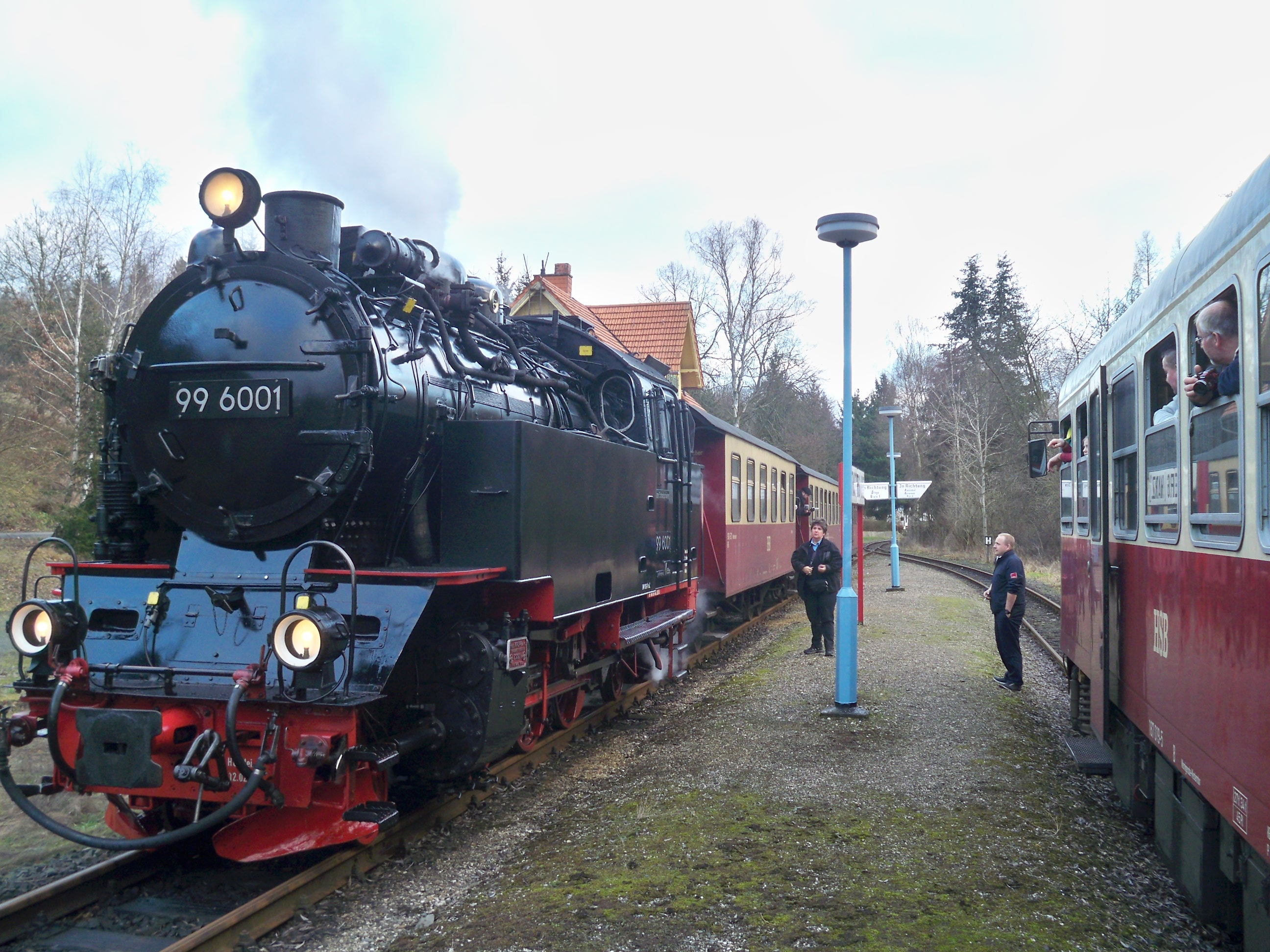
2016

Der Bahnhof Straßberg (Harz) ist ein denkmalgeschützter Bahnhof an der Selketalbahn in der Ortschaft Straßberg der Stadt Harzgerode im Harz in Sachsen-Anhalt.

## Lage
Er befindet sich am nordwestlichen Ende des Orts an der Adresse Am Lindenberg 20 im zu Straßberg gehörenden Ortsteil Lindenberg. Südlich fließt die Selke, nördlich führt der Selketalstieg entlang.

## Architektur und Geschichte
Der Bahnhof wurde mit der Indienststellung der Eisenbahnstrecke von Silberhütte nach Güntersberge am 1. Juli 1890 in Betrieb genommen. Andere Angaben nennen die Zeit um 1900. Zunächst lautete die Bezeichnung Bahnhof Lindenberg, entsprechend der Lage des Bahnhofs im damals noch nicht zu Straßberg gehörenden Dorf Lindenberg. Zum Bahnhof gehörten Überhol- und Ladegleise. Darüber hinaus entstand ein Güterschuppen mitsamt Laderampen. Das Bahnhofsgebäude war als Typenbau mit symmetrischer Fassade entstanden. Während das Erdgeschoss in massiver Bauweise ausgeführt ist, besteht das obere Geschoss aus einem verschalten in Fachwerkbauweise errichteten Drempel. Es bestehen das Erscheinungsbild prägende Zwerchhäuser.
Nach Ende des Zweiten Weltkriegs wurde die Eisenbahnstrecke zwischen Lindenberg und Stiege als Reparationsleistung an die Sowjetunion abgebaut. Der Bahnhof war dann bis 1983, als die Lücke wieder geschlossen wurde, Endpunkt der Selketalbahn. Nach der Eingemeindung Lindenbergs erfolgte 1952 die Umbenennung in Bahnhof Straßberg.
Im örtlichen Denkmalverzeichnis ist der Bahnhof unter der Erfassungsnummer 107 25032 als Baudenkmal verzeichnet.
Zum Baudenkmal gehören neben dem eigentlichen Empfangsgebäude auch die Nebengebäude und der Bahndamm mitsamt Beschilderung.